# Kamendaka robusta
Kamendaka robusta är en insektsart som beskrevs av Yang och Wu 1993. Kamendaka robusta ingår i släktet Kamendaka och familjen Derbidae. Inga underarter finns listade i Catalogue of Life.